# Salcia (Prahova)
Salcia es una comuna ubicada en el distrito de Prahova, Rumania.

## Superficie
Posee una superficie de 21,56 kilómetros cuadrados.

## Demografía
Hasta 2021 la población era de 843 habitantes, con una densidad de población de 39,10 habitantes por kilómetro cuadrado.